# Yrjö Rantanen

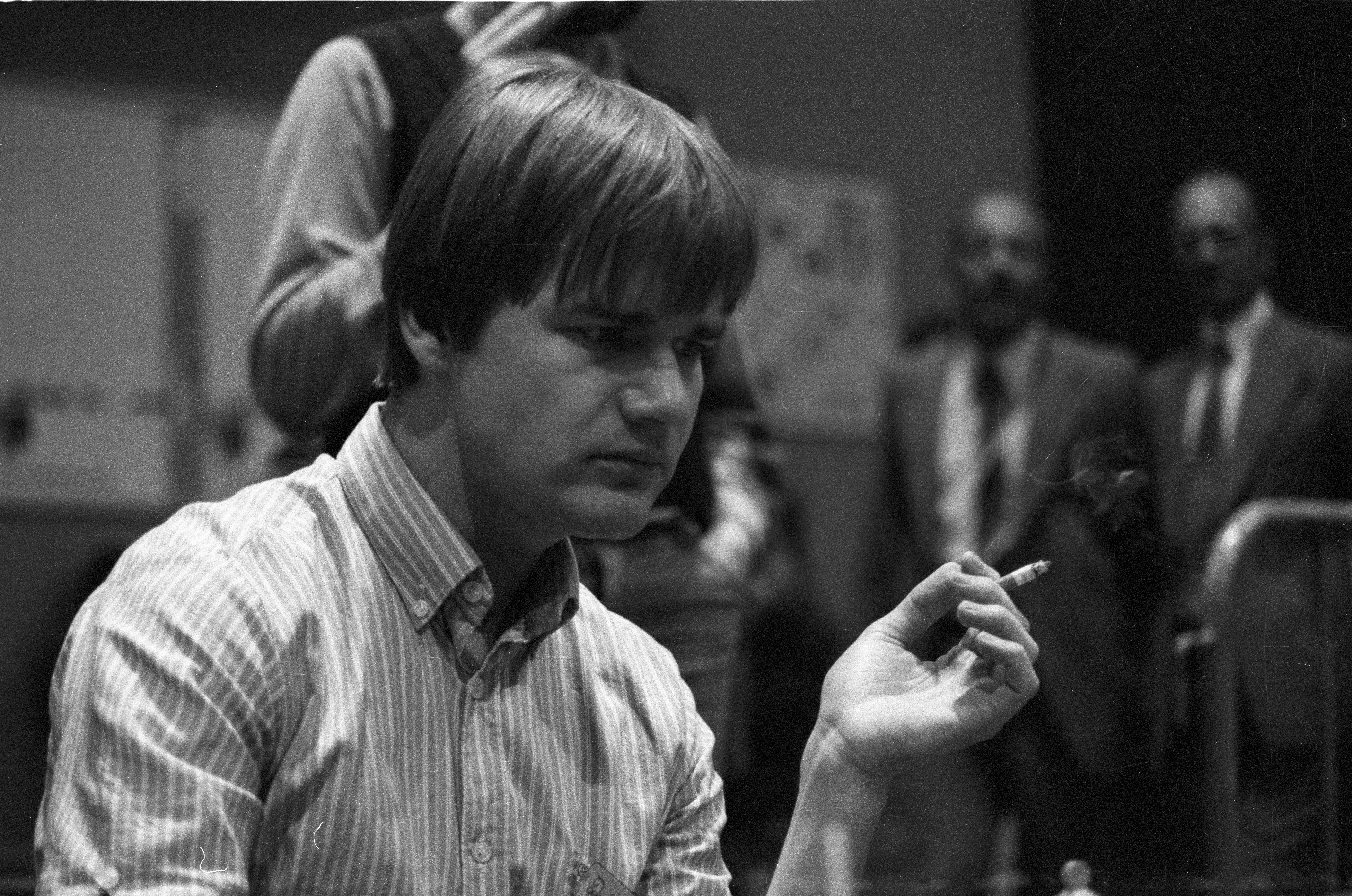
Yrjö Rantanen(Schacholympiade 1982, Luzern)

Yrjö Aukusti Rantanen (* 23. April 1950 in Tampere; † 14. Januar 2021) war ein finnischer Schachspieler. Ab 1981 trug er als zweiter Finne nach Heikki Westerinen den Titel Großmeister.
Mit der finnischen Nationalmannschaft nahm er an neun Schacholympiaden teil: (1972 bis 1986 und 1990). Bei der Schacholympiade 1980 erhielt er eine individuelle Goldmedaille für sein Ergebnis am zweiten Brett, individuelle Bronzemedaillen gewann er bei der Schacholympiade 1972 am ersten Reservebrett und bei der Schacholympiade 1978 am zweiten Brett. Außerdem trat er mit Finnland bei der Mannschaftseuropameisterschaft 1989 an und erreichte dort das drittbeste Einzelergebnis am sechsten Brett. Die finnische Einzelmeisterschaft konnte er 1978 in Helsinki und 1986 in Pori gewinnen, 1976, 1982 und 1990 wurde er Zweiter und 1972 Dritter.
Mit dem Verein Fischer Helsinki nahm er am European Club Cup 1987/88 teil.
1977 wurde er Internationaler Meister (IM) und 1981 dann Großmeister (GM). Seine höchste Elo-Zahl war 2465 im Juli 1981, damit führte er damals die finnische Elo-Rangliste an.